# Ryn (Ostróda)
Ryn (deutsch Rhein) ist ein Dorf in der polnischen Woiwodschaft Ermland-Masuren. Es gehört zur Gmina Ostróda (Landgemeinde Osterode in Ostpreußen) im Powiat Ostródzki (Kreis Osterode in Ostpreußen).

## Geographische Lage
Ryn liegt im südlichen Westen der Woiwodschaft Ermland-Masuren, 13 Kilometer südlich der Kreisstadt Ostróda (deutsch Osterode in Ostpreußen).

## Geschichte
In einem Gelände, das der Komtur Luther von Braunschweig 1328 dem Conrad During verschrieb, entstand das Rittergut Rhein in der Ordenszeit und wurde 1399 erstmals erwähnt. Von 1827 bis 1945 war das Gut im Besitz der Familie Rogalla. Letzter Besitzer war Siegfried Rogalla.
1874 wurden das Gut und das Dorf Rhein in den neu errichteten Amtsbezirk Glanden (polnisch Glądy) im Kreis Osterode in Ostpreußen eingegliedert. Am 1. Dezember 1910 zählte der Gutsbezirk Rhein 106, und die Landgemeinde Rhein 56 Einwohner.
Am 30. September 1928 wurde der Gutsbezirk in die Landgemeinde Rhein eingegliedert. Die Einwohnerzahl der „neuen“ Landgemeinde belief sich 1933 auf 136 und 1939 auf 145.
Mit dem gesamten südlichen Ostpreußen wurde Rhein 1945 in Kriegsfolge an Polen abgetreten. Das Dorf erhielt die polnische Namensform Ryn und ist heute eine Ortschaft im Verbund der Gmina Ostróda (Landgemeinde Osterode in Ostpreußen) im Powiat Ostródzki (Kreis Osterode in Ostpreußen), bis 1998 der Woiwodschaft Olsztyn, seither der Woiwodschaft Ermland-Masuren mit Sitz in Olsztyn (Allenstein) zugehörig.

## Kirche
Bis 1945 war Rhein in die evangelische Kirche Döhringen (polnisch Durąg) in der Kirchenprovinz Ostpreußen der Kirche der Altpreußischen Union, außerdem in die römisch-katholische Kirche Osterode in Ostpreußen (Ostróda) im Bistum Ermland eingepfarrt.
Heute gehört Ryn zur evangelischen Kirche Ostróda in der Diözese Masuren der Evangelisch-Augsburgischen Kirche in Polen sowie zur katholischen Pfarrei Szczepankowo (Steffenswalde) im Erzbistum Ermland mit eigener Kirche in Ryn.

## Verkehr
Ryn liegt an einer Nebenstraße, die von Kraplewo (Kraplau) nach Glądy (Glanden) führt. In Ryn endet eine Nebenstraße, die von Zajączki (Haasenfelde) durch den Landschaftspark Kernsdorfer Höhe (polnisch Park Krajobrazowy Wzgórz Dylewskich) verläuft. Eine Anbindung an den Bahnverkehr besteht nicht.

## Tourismus
Durch Ryn verläuft der Radweg (polnisch Szlak rowerowy) Nr. 84, der als Rundweg von und nach Brzydowo (Seubersdorf) führt und dabei die 312 Meter hohe Dylewska Góra (Kernsdorfer Höhe) überquert.

## Persönlichkeiten

### Aus dem Ort gebürtig
- Alexander von Stuckrad (* 20. Februar 1814 in Rhein), preußischer Generalleutnant († 1895)

### Mit dem Ort verbunden
- Georg Christoph Finck von Finckenstein (1632–1697) war von 1663 bis 1679 Amtshauptmann in Rhein